# 에르스탈

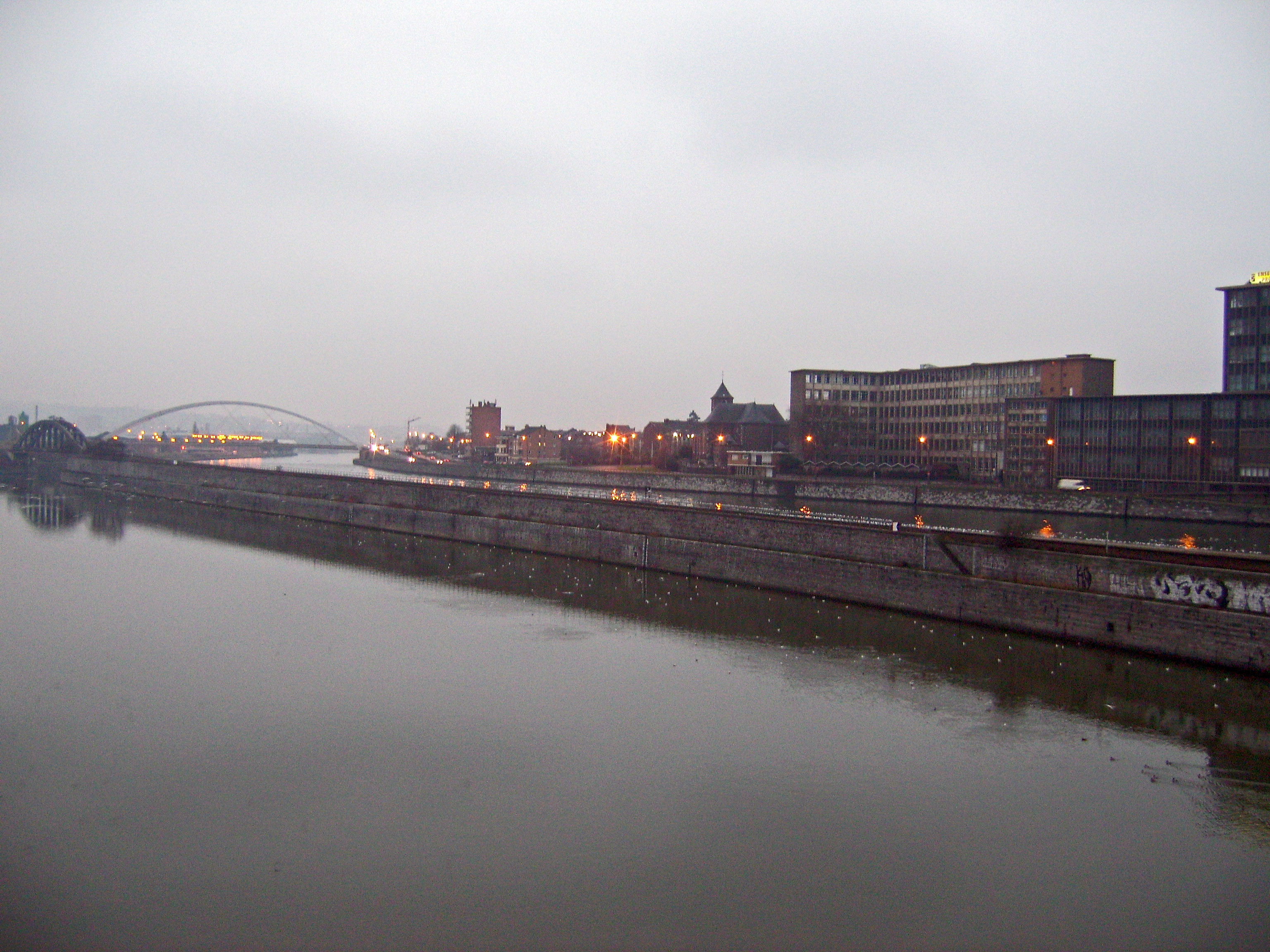
에르스탈

에르스탈의 위치

에르스탈(프랑스어: Herstal)은 벨기에 왈롱 지역 리에주주에 위치한 도시로 면적은 23.54km2, 인구는 38,772명(2013년 1월 1일 기준), 인구 밀도는 1,600명/km2이다. 벨기에의 군수 회사인 에르스탈 국립공장이 위치한다.